# Cửa khẩu Prey Voa
Cửa khẩu Prey Voa là cửa khẩu quốc tế đường bộ tại vùng đất phum Prey Voa khum Thmei huyện Kampong Rou tỉnh Svay Rieng, Campuchia .
Cửa khẩu Prey Voa thông thương với cửa khẩu Bình Hiệp ở xã Bình Hiệp, thị xã Kiến Tường, tỉnh Long An, Việt Nam  10°50′13″B 105°55′51″Đ / 10,836825°B 105,930782°Đ.
Tên phum (làng) còn được viết kiểu tiếng Pháp là Prey Voir, có ghi trên các bản đồ lập hồi 1930 và từ đó được một số người sử dụng.
Đến năm 2019 cửa khẩu Prey Voa không thấy liệt kê là cho người nước ngoài đi qua.